# آنا ویکمن
آنا ویکمن (انگلیسی: Anna Vikman؛ زادهٔ ۱۳ ژانویهٔ ۱۹۸۱) بازیکن هاکی روی یخ اهل سوئد است.